# Luz (missile)
Pour les articles homonymes, voir Luz et Lutz.
Le missile Luz (ou Lutz) est le premier missile sol-sol qui a été développé à 100 % par Israël. Il aurait dû être décliné en version mer-mer, mais par suite de problèmes techniques et de réductions budgétaires, seules les versions sol-sol et air-sol furent produites.

## Historique

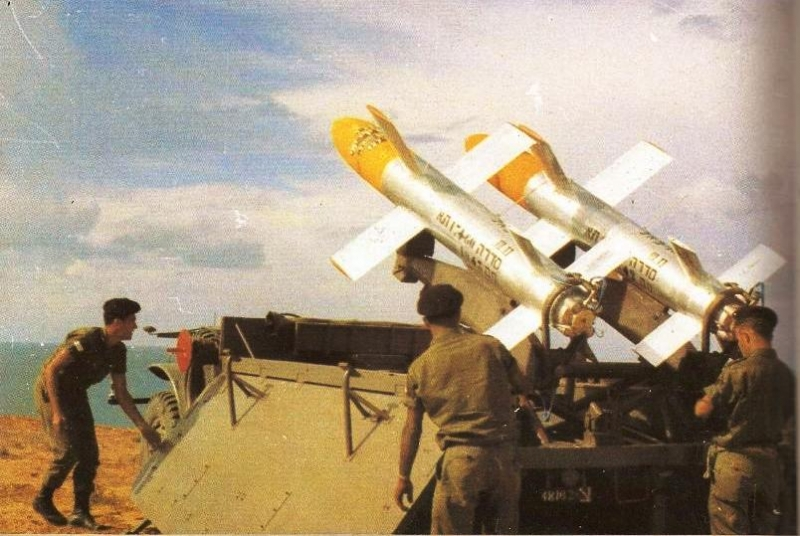
missile Luz

Les origines du programme Luz remontent dès la collaboration du projet Jericho, développé par Générale aéronautique Marcel Dassault à partir du missile MD-620 en 1954. À partir de 1958, Rafaël lance sa première étude d’un missile sol-sol courte portée en profitant de l’expérience du MD-620/Jericho.
Le missile Luz devrait être construit en trois versions : une version sol-sol, une autre air-sol et la dernière mer-mer .

## Caractéristique
Le missile, d’une longueur d’environ 3,00 m, avait une portée de 27 km. Un opérateur disposait d’un joystick pour guider le missile grâce à un système de guidage TV.
Il était lancé à partir d’un véhicule qui emportait deux missiles. 
La version air-sol a été déployée sur les Kfir et Nesher.
La version mer-mer fut abandonnée, en partie pour des raisons budgétaires car il fallait remplacer le système de guidage TV et le joystick. Ori Even-Tov, un ingénieur de Rafael, avait déjà proposé des solutions alternatives, mais ces remarques furent rejetées.

## Développement ultérieur
Le 21 octobre 1967, le contre-torpilleur Eilat effectue une patrouille au large du Sinaï. Il est coulé le même jour par des missiles Styx. Cette perte relance l’intérêt de la version mer-mer et le gouvernement israélien demande à IAI l'étude et la production d’un missile mer-mer. Le nouveau missile, en reprenant les études préalables de Rafael deviendra le Gabriel.  Il conserve le même design que son prédécesseur.

## Sources
- The bomb in the basement, Michael I Karpin  (ISBN 9781448709953)